# Xander Vercammen
Xander Vercammen, né le 10 mai 1999, est un skieur acrobatique belge.

## Biographie
En 2016, il prend la 2e place en ski cross lors des Jeux olympiques juniors à Lillehammer.

## Palmarès

### Jeux olympiques juniors
- Lillehammer 2016 :
  -  Médaille d'argent en ski cross.